# Bund für Naturvölker
Der Bund für Naturvölker e. V. (kurz BfN e. V., später Bund für „Naturvölker“ e. V., zuletzt Bund für indigene Völker e. V.) war ein gemeinnütziger, deutscher Verein zur Unterstützung indigener Völker. Der Verein wurde im Mai 1995 gegründet und im Januar 1996 beim Amtsgericht in Eberswalde registriert. 2004 zählte der Verein 112 Mitglieder. 2011 löste sich der Verein auf.
Die Ziele des Vereins waren (laut Satzung):
- das Los der letzten „Naturvölker“ öffentlich zu machen;
- sich mit allen gebotenen, friedlichen Mitteln für das Überleben dieser Völker in Würde und in der Tradition ihrer Vorfahren einzusetzen;
- internationale Kampagnen für Landrechte und Protestaktionen gegen Willkür und Gewalt zu unterstützen;
- vor Ort Hilfen zu leisten, um traditionelle Kulturen und Lebensweisen zu bewahren;
- mit indigenen Organisationen in Brasilien zusammenzuarbeiten;
- Projektbeschreibungen und Spendenaufrufe in der Vereinszeitschrift Bumerang zu veröffentlichen.

Mit den gesammelten Spenden unterstützte der Verein u. a.:
- ein medizinisches Ausbildungs- und Beratungsprojekt im Amazonasgebiet von Brasilien (ab 1997);
- medizinische Projekte zugunsten indigener Völker in Peru und Paraguay (seit 2001);
- ein Ausbildungs- und Kulturzentrum in der Mongolei (seit 2005).